# Tom Wlaschiha
Thomas „Tom” Wlaschiha (Dohna, 1973. június 20. –) német színész.
Legismertebb szerepe Jaqen H’ghar az HBO Trónok Harca című fantasysorozatában.

## Filmográfia

### Film
| Év   | Magyar cím           | Eredeti cím                                | Szerep                        | Magyar hang            |
| ---- | -------------------- | ------------------------------------------ | ----------------------------- | ---------------------- |
| 2000 |                      | No One Sleeps                              | Stefan Hein                   |                        |
| 2001 | Ellenség a kapuknál  | Enemy at the Gates                         | katona                        |                        |
| 2003 | Szex, csajok, Ibiza  | Pura Vida Ibiza                            | Felix                         | Szuchy Péter           |
| 2004 |                      | Bergkristall                               | Schafhirt Philipp             |                        |
| 2005 | München              | Munich                                     | híradós                       |                        |
| 2006 | 16 utca              | 16 Blocks                                  | busz utasa                    |                        |
| 2006 | A felhő              | Die Wolke                                  | Hannes                        |                        |
| 2008 | Utolsó látogatás     | Brideshead Revisited                       | Kurt                          |                        |
| 2008 | Krabat               | Krabat                                     | Hanzo                         |                        |
| 2008 | Valkűr               | Valkyrie                                   | kommunikációs tiszt           |                        |
| 2011 |                      | Resistance                                 | Albrecht                      |                        |
| 2011 | Anonymus             | Anonymous                                  | kapitány                      |                        |
| 2012 | Frissen préselt      | Frisch gepresst                            | Chris                         | Csőre Gábor            |
| 2013 | Hajsza a győzelemért | Rush                                       | Harald Ertl                   |                        |
| 2020 | A Rózsasziget        | L'incredibile storia dell'Isola delle Rose | Wolfgang Rudy Neumann         | Horváth-Töreki Gergely |
| 2022 | Lightyear            | Lightyear                                  | Buzz Lightyear (német hangja) | Varga Gábor            |

### Televízió
| Év        | Magyar cím                    | Eredeti cím                                                | Szerep                       | Megjegyzések                                                             |
| --------- | ----------------------------- | ---------------------------------------------------------- | ---------------------------- | ------------------------------------------------------------------------ |
| 1995      |                               | Stubbe - Von Fall zu Fall                                  | Koschi                       | 1 epizód                                                                 |
| 1998      |                               | Ich wünsch dir Liebe                                       | szomszéd                     | tévéfilm                                                                 |
| 2000      | Mentőhelikopter               | Die Rettungsflieger                                        | Torsten Biedenstedt          | - 12 epizód - magyar hangja: - Megyeri János                             |
| 2000–2015 | Tetthely                      | Tatort                                                     | Lars Kante / Thorsten Rausch | 2 epizód                                                                 |
| 2001      | Pasik a csúcson               | Verliebte Jungs                                            | Oliver „Oli”                 | - tévéfilm - magyar hangja: - Hevér Gábor                                |
| 2002      | Szexalibi                     | Die Nacht, in der ganz ehrlich überhaupt niemand Sex hatte | Stefan                       | tévéfilm                                                                 |
| 2002      |                               | Im Namen des Gesetzes                                      | Tobias Ording                | 1 epizód                                                                 |
| 2002      |                               | Küstenwache                                                | Felix Kemper                 | 1 epizód                                                                 |
| 2002      |                               | Die Sitte                                                  | Bernd Horsten                | 1 epizód                                                                 |
| 2003      |                               | Fast perfekt verlobt                                       | Nikas Kollege                | tévéfilm                                                                 |
| 2005      | Ikon                          | Icon                                                       | Mercedes sofőr               | tévéfilm                                                                 |
| 2007      |                               | Die Gustloff                                               | Bootsmann                    | tévéfilm                                                                 |
| 2007      | Cobra 11                      | Alarm für Cobra 11 – Die Autobahnpolizei                   | Nick Weiss                   | 1 epizód                                                                 |
| 2009      |                               | Eine für alle – Frauen können’s besser                     | Sebastian Vollenbrinck       | 99 epizód                                                                |
| 2010      |                               | Christopher and His Kind                                   | Gerhardt Neddermayer         | tévéfilm                                                                 |
| 2010      | A mélység                     | The Deep                                                   | Arkady                       | 4 epizód                                                                 |
| 2010      | Sarah Jane kalandjai          | The Sarah Jane Adventures                                  | Koenig hadnagy               | 1 epizód (Elveszve az időben)                                            |
| 2010      |                               | Der letzte Bulle                                           | Markus Breckwoldt            | 1 epizód                                                                 |
| 2011      |                               | Stilles Tal                                                | Olli Reschke                 | tévéfilm                                                                 |
| 2012      |                               | Mann kann, Frau erst recht                                 | Moritz Blank                 | tévéfilm                                                                 |
| 2012–2016 | Trónok harca                  | Game of Thrones                                            | Jaqen H’ghar                 | - 17 epizód - magyar hangja:[forrás?] - Horváth-Töreki Gergely           |
| 2013–2015 | Crossing Lines – Határtalanul | Crossing Lines                                             | Sebastian Berger             | - 34 epizód - magyar hangja: - Varga Gábor                               |
| 2022      | Stranger Things               | Stranger Things                                            | Dmitri Antonov               | - visszatérő szerep - 4. évad (8 epizód) - magyar hangja: - Welker Gábor |